# Cynthia Tomescu
Andrada Cynthia Tomescu (n. 30 iulie 1991, în Baia Mare) este o handbalistă română care joacă pentru clubul CS Măgura Cisnădie pe postul de pivot. În 2017, Tomescu a fost pentru scurtă vreme convocată și la echipa națională a României.

## Carieră
Cynthia Tomescu și-a petrecut junioratul la clubul Extrem Baia Mare. În anul 2010, ea a fost cooptată de echipa locală de senioare HCM Baia Mare, unde a jucat până în vara anului 2014, când a fost împrumutată un sezon la SCM Craiova. În sezonul următor, handbalista a fost din nou împrumutată, de această dată la HCM Roman. Tomescu a continuat să joace pentru Roman încă un an, iar în vara anului 2017 s-a transferat la Corona Brașov. În ianuarie 2018, Tomescu și-a reziliat contractul cu Corona Brașov și a semnat cu Măgura Cisnădie. În 2020, s-a transferat la CS Dacia Mioveni 2012, iar în 2022 s-a întors la Măgura Cisnădie.

## Palmares
- Liga Campionilor:
  - Grupe: 2014

- Liga Europeană:
  - Turul 3: 2023

- Cupa EHF:
  - Grupe: 2019, 2020
  - Optimi: 2016
  - Turul 2: 2017

- Liga Națională:
  -  Câștigătoare: 2014
  -  Medalie de argint: 2013
  -  Medalie de bronz: 2018

- Cupa României:
  -  Câștigătoare: 2013, 2014
  -  Finalistă: 2016
  -  Medalie de bronz: 2015

- Supercupa României:
  -  Câștigătoare: 2013
  -  Finalistă: 2016

## Statistică goluri și pase de gol
Conform Federației Române de Handbal, Federației Europene de Handbal și Federației Internaționale de Handbal:
| Sezon                              | Echipă     | Goluri |
| ---------------------------------- | ---------- | ------ |
|                                    |            |        |
| 2010-11                            |            |        |
| HCM Știința Baia Mare              | 1          |        |
|                                    |            |        |
| 2011-12                            |            |        |
| HCM Baia Mare                      | 8          |        |
|                                    |            |        |
| 2012-13                            |            |        |
| HCM Baia Mare                      | 2          |        |
|                                    |            |        |
| 2013-14                            |            |        |
| HCM Baia Mare                      | 11         |        |
|                                    |            |        |
| 2014-15                            |            |        |
| SCM Craiova                        | 18         |        |
|                                    |            |        |
| 2015-16                            |            |        |
| HCM Roman                          | 11         |        |
|                                    |            |        |
| 2016-17                            |            |        |
| CSM Roman                          | 25         |        |
|                                    |            |        |
| 2017-18                            |            |        |
| Corona Brașov / CS Măgura Cisnădie | 7 / 4 (11) |        |
|                                    |            |        |
| 2018-19                            |            |        |
| CS Măgura Cisnădie                 | 11         |        |
|                                    |            |        |
| 2019-20                            |            |        |
| CS Măgura Cisnădie                 | -          |        |
|                                    |            |        |
| 2020-21                            |            |        |
| CS Dacia Mioveni 2012              | 14         |        |
|                                    |            |        |
| 2021-22                            |            |        |
| CS Dacia Mioveni 2012              | 1          |        |
|                                    |            |        |
| 2022-23                            |            |        |
| CS Măgura Cisnădie                 | 7          |        |
|                                    |            |        |
| 2023-24                            |            |        |
| CS Măgura Cisnădie                 | 7          |        |

| Sezon                 | Echipă | Goluri |
| --------------------- | ------ | ------ |
|                       |        |        |
| 2012-13               |        |        |
| HCM Baia Mare         |        |        |
|                       |        |        |
| 2013-14               |        |        |
| HCM Baia Mare         | 2      |        |
|                       |        |        |
| 2014-15               |        |        |
| SCM Craiova           | 5      |        |
|                       |        |        |
| 2015-16               |        |        |
| HCM Roman             | 1      |        |
|                       |        |        |
| 2016-17               |        |        |
| CSM Roman             | 3      |        |
|                       |        |        |
| 2017-18               |        |        |
| CS Măgura Cisnădie    | -      |        |
|                       |        |        |
| 2018-19               |        |        |
| CS Măgura Cisnădie    | -      |        |
|                       |        |        |
| 2019-20               |        |        |
| CS Măgura Cisnădie    | -      |        |
|                       |        |        |
| 2021-22               |        |        |
| CS Dacia Mioveni 2012 | -      |        |
|                       |        |        |
| 2022-23               |        |        |
| CS Măgura Cisnădie    | -      |        |
|                       |        |        |
| 2023-24               |        |        |
| CS Măgura Cisnădie    | 1      |        |

| Sezon         | Echipă | Goluri |
| ------------- | ------ | ------ |
|               |        |        |
| 2012-13       |        |        |
| HCM Baia Mare | -      |        |
|               |        |        |
| 2015-16       |        |        |
| CSM Roman     | -      |        |

| Ediția        | Echipă | Goluri | Pase de gol |
| ------------- | ------ | ------ | ----------- |
|               |        |        |             |
| Germania 2017 |        |        |             |
| România       | -      | -      |             |

| Sezon         | Echipă | Goluri |
| ------------- | ------ | ------ |
|               |        |        |
| 2013-14       |        |        |
| HCM Baia Mare | 1      |        |

| Sezon              | Echipă | Goluri |
| ------------------ | ------ | ------ |
|                    |        |        |
| 2022-23            |        |        |
| CS Măgura Cisnădie | -      |        |

| Sezon              | Echipă | Goluri |
| ------------------ | ------ | ------ |
|                    |        |        |
| 2015-16            |        |        |
| HCM Roman          | -      |        |
|                    |        |        |
| 2016-17            |        |        |
| CSM Roman          | 4      |        |
|                    |        |        |
| 2018-19            |        |        |
| CS Măgura Cisnădie | 15     |        |
|                    |        |        |
| 2019-20            |        |        |
| CS Măgura Cisnădie | -      |        |